# Sokaraja Lor
Sokaraja Lor is een bestuurslaag in het regentschap Banyumas van de provincie Midden-Java, Indonesië. Sokaraja Lor telt 3591 inwoners (volkstelling 2010).